# Joseph Samuel Bloch
Pour les articles homonymes, voir Bloch.
Joseph Samuel Bloch, Josef Samuel Bloch (né le 20 novembre 1850 à Dukla en Galicie et mort à Vienne le 1er octobre 1923) est un rabbin et député autrichien.

## Biographie
D'origine modeste, il s'est rapidement formé pour devenir rabbin et a été l'élève de Joseph Samuel Nathanson à Lemberg. Ce maître le considérait déjà à 15 ans comme son meilleurs élève. Il a terminé ses études secondaires à Magdebourg et Liegnitz, avant d'entrer à l'université de Munich avant de poursuivre à Zurich où il a obtenu un doctorat en philosophie. Il est ensuite - en 1880 - devenu rabbin dans un quartier de Vienne en Autriche.

## Œuvres
Il a écrit un livre sur les juifs d'Espagne puis un autre sur l'influence des Grecs sur la pensée juive, influence qu'il déplorait. Il a été très sensible aux attaques antijudaïques qu'il savait pouvoir toujours resurgir, y compris dans Vienne.

## Médaille Joseph-Samuel-Bloch
Une médaille Joseph-Samuel-Bloch (de) est décernée par l'Autriche en l'honneur de personnalités agissant contre l'antisémitisme en Autriche. Les lauréats sont : 
- 1994 : Kurt Schubert
- 1995 : Erika Weinzierl
- 1997 : Rudolf Gelbard
- 2003 : Karl Pfeifer
- 2013 : Ariel Muzicant.